# А-262
А-262 (метил-(бис(диэтиламино)метилен)амидофторфосфат, англ. 1,1,3,3-Tetraethyl-2-[fluoro(methoxy)phosphoryl]guanidine) — нервно-паралитическое отравляющее вещество, один из пяти «Новичков», которые предположительно разрабатывались в качестве боевых отравляющих веществ в СССР и России в период с начала 1970-х по начало 1990-х годов, согласно книге Мирзаянова 2008 года. В более ранней работе Мирзаянова от 1995 года и в книге Такера 2006 года, упоминается вещество под названием «Новичок-7», которое иногда отождествляют с А-262, но другие авторы отождествляют с «Новичком»-7 вещество А-234. В описании советской разработки бинарного химического оружия обычно перечисляют вещества А-230, А-232, А-234, но не А-262.

## Свойства

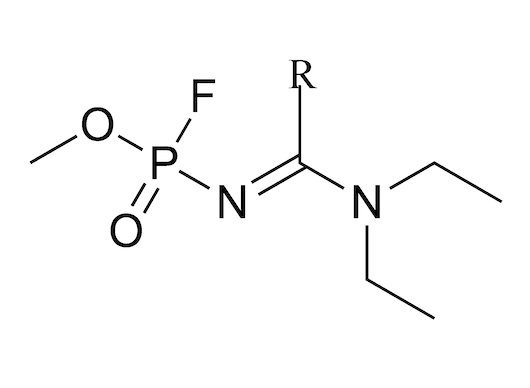
Общая структурная формула веществ А-232 (R - метильная группа) и А-262 (R - диэтиламиногруппа).

Фторфосфорорганическое азоторганическое вещество, твёрдый аналог другого амидофторфосфата А-232, входящего в пункт А14 Списка 1 запрещённых веществ ОЗХО, в котором радикал диэтилацетамидина заменён на радикал гуанидина. Мирзаянов называет вещество А-262 «сверхвысокотоксичным», однако по расчётным данным в открытой литературе, его токсичность (ЛД50=7 мг/кг для человека перорально) в десять раз ниже, чем у других «Новичков» и в десятки раз ниже, чем у запрещённых нервно-паралитических отравляющих веществ из Списка 1 ОЗХО. Не подпадает под ограничения Конвенции о химическом оружии, так как, в отличие от А-232 и других веществ пункта А14,  не связанный с водородом атом углерода в азоторганическом радикале в А-262 соединён не с алкильной группой (метильной группой, {\displaystyle R=CH_{3}}), а с ещё одной диэтиламиногруппой, {\displaystyle R=N(C_{2}H_{5})_{2}}.

## Группа «А-262 и его аналоги»
В 2019 году американские эксперты по проблеме химического оружия рекомендовали включить вещество А-262 и его аналоги в Список 1 ОЗХО. Один из авторов рекомендации, профессор Грегори Кобленц (англ. Gregory D. Koblentz) из Университета Джорджа Мейсона, интерпретирует заявление ОЗХО по делу об отравлении Алексея Навального как указание на то, что при отравлении использовался А-262 или его аналог. По мнению Кобленца, из заявления ОЗХО следует, что использованное вещество является амидофторфосфатом (как все вещества из пункта А14 Списка 1 ОЗХО), который в то же время является производным гуанидина (как вещество А-242 из пункта 15 Списка 1 ОЗХО). Комбинация этих структурных характеристик определяет группу химических веществ, одним из представителей которых является А-262. «А-262 и его аналоги», рекомендовалась к включению в Список веществ, контролируемых Конвенцией о запрещении химического оружия. Принятие такого решения означало бы максимально широкий запрет всех возможных «Новичков». Некоторые специалисты интерпретируют мнение Кобленца как утверждение, что Навального отравили именно веществом, известным как А-262.